# Eugène Deligny
Pour les articles homonymes, voir Deligny.
Étienne-Eugène Deligny, né le 30 décembre 1816 à Paris et mort le 7 avril 1881 à Paris 18e, est un romancier et auteur dramatique français.
Il entama des études de médecine qu'il abandonna pour la littérature. Il fut directeur de l'Opéra de Paris de 1846 à 1854. Outre des romans et des pièces de théâtre, écrites seul ou en collaboration, on lui doit une histoire du théâtre de l'Ambigu-Comique.

## Œuvres
Romans
- Les Filles repenties (2 volumes, 1836)
- Les Enfants sans soucis, roman de mœurs (2 volumes, 1843)
- Mémoires d'un dissipateur (1869)
- Le Secret de M. de Boissonnange (1870)
- Le Talisman de Robert Nels (1872)
- Les Cabotins (1874)
- Une famille d'Arlequins, deuxième étude des Cabotins (1877)
- Un bâtard légitime (1909)

Théâtre
- Le Fils du bravo, comédie-vaudeville en 1 acte, avec Joseph Bouchardy, Paris, théâtre de l'Ambigu-Comique, 7 février 1836
- Hermann l'ivrogne, drame en 1 acte, avec Joseph Bouchardy, Paris, théâtre de l'Ambigu-Comique, 11 juin 1836
- Un jour de grandeur, anecdote historique en 3 actes, Paris, théâtre de l'Ambigu-Comique, 16 septembre 1837
- Rigobert, ou Fais-moi rire, comédie-drame en 3 actes, Paris, théâtre de la Gaîté, 3 juin 1839
- La Porte secrète, drame en 3 actes, Paris, théâtre de l'Ambigu-Comique, 26 septembre 1840
- Le Vampire, comédie-vaudeville en 1 acte, Paris, théâtre des Variétés, 11 juillet 1844
- Madame Panache, comédie-vaudeville en 2 actes, avec Eugène Bourgeois, Paris, théâtre des Variétés, 12 août 1845
- Nicolas Poulet, vaudeville en 2 actes, avec Eugène Bourgeois, Paris, théâtre des Variétés, 24 octobre 1846
- Une fille terrible, vaudeville en 1 acte, Paris, théâtre des Variétés, 16 décembre 1846
- La Filleule à Nicot, vaudeville en un acte, Paris, théâtre des Variétés, 18 septembre 1847
- Nisida, ou les Amazones des Açores, ballet-pantomime en 2 actes et 3 tableaux, chorégraphie d'Auguste Mabille, musique de François Benoist, Opéra de Paris, 21 août 1848
- Le Beau Narcisse, vaudeville en 1 acte, avec Ch. Cogniard, Paris, théâtre des Variétés, 21 octobre 1861

Histoire du théâtre
- Histoire de l'Ambigu-Comique depuis sa création jusqu'à ce jour, contenant toutes les aventures curieuses qui se sont passées dans les coulisses, les biographies des directeurs et des principaux acteurs, etc. (1841)

## Sources
- Sources biographiques : Jules Lermina, Dictionnaire universel illustré, biographique et bibliographique, de la France contemporaine, 1885, p. 429.
- Sources bibliographiques : Bibliothèque nationale de France.